# 北京怀柔喇叭沟门满族民俗博物馆
北京怀柔喇叭沟门满族民俗博物馆，位于北京市怀柔区喇叭沟门满族乡喇叭沟门村2号，是展示满族民俗的博物馆。

## 历史
北京怀柔喇叭沟门满族民俗博物馆位于北京市怀柔区喇叭沟门满族乡喇叭沟门村北，由“喇叭沟门满族文化陈列馆”和“喇叭沟门满乡书画艺苑”构成。喇叭沟门满乡书画艺苑始建于2003年6月，2008年扩建。2008年10月，喇叭沟门满族文化陈列馆竣工。满族文化陈列馆依山兴建，占地面积2000平方米，建筑面积1600平方米，带有清朝王爷府的建筑风格。
2008年11月27日，喇叭沟门满族乡举行“喇叭沟门满族文化陈列馆”开馆仪式，怀柔区政协主席武占刚、民进北京市委常务副主任李换喜为“喇叭沟门满族文化陈列馆”和“喇叭沟门满乡书画艺苑”揭牌，北京百年老字号“宝刀衡”第八代传人衡起通向喇叭沟门满族文化陈列馆捐赠了镇馆宝刀，民进北京市委、北京民族联谊会、北京文史研究馆联合向陈列馆捐赠了书画作品，喇叭沟门满族乡向毓岚、衡起通等12位艺术家颁发了捐赠证书和荣誉乡民证书。
喇叭沟门满族文化陈列馆2008年开放后，共设七个展室，展出汉代以来的各种藏品950多件，其中满族民间实物500多件，主要从民间征集，另有235件藏品是清朝末代皇帝溥仪的皇侄毓岚捐赠。馆内展出数十位书画家的作品120余幅，陈列馆下设有：舒乙艺术展室，赵书藏品展室，爱新觉罗毓岚藏品展室，民进北京市委、北京民族联谊会、北京市文史研究馆书画作品展室，满族名人展室，满族民居展室等等。
喇叭沟门满乡书画艺苑内设有书画艺苑、文艺演出厅、数字影院等。
2008年该馆改扩建完成后，即免费对外开放。2016年秋，经过全面升级改造，博物馆继续免费对外开放，占地面积2000平米，建筑面积1600平米，共设9个展馆，展示满族源始、满族民俗、历史文物、名人字画、沟域村庄建设成果等。